# Alfredo Capelli
Pour les articles homonymes, voir Capelli.
Alfredo Capelli (5 août 1855 - 28 janvier 1910) est un mathématicien italien qui a découvert l'identité de Capelli.

## Biographie
Capelli obtient son Laurea de l'Université de Rome en 1877 sous Giuseppe Bataglini, et part à l'Université de Pavie où il travaille comme assistant pour Felice Casorati. En 1881, il devient professeur d'analyse algébrique à l'Université de Palerme, remplaçant Cesare Arzelà qui s'est installé à Bologne. En 1886, il part à l'Université de Naples, où il occupe la chaire d'algèbre. Il reste à Naples jusqu'à sa mort en 1910. En plus d'y être professeur, Capelli est rédacteur en chef du Giornale di Matematiche di Battaglini de 1894 à 1910.

## Prix et distinctions
Capelli est élu à l'Académie des Lyncéens et en 1882 il est lauréat du prix mathématique de l'Académie italienne des sciences.